# Moskwa (staropolskie)
Moskwa – staropolskie, archaiczne określenie Wielkiego Księstwa Moskiewskiego, a następnie Rosji. Używane także jako nazwa jego mieszkańców (zamiennie z Moskal), jego wojsk (zob. armia rosyjska) lub władzy i jej symboli (zob. car, Kreml).

## Przykłady
1. "...Hej, Moskwa tu, a nuże tu wisielcy..." Władysław Anczyc, "Marsz Strzelców", 1863
2. "...Moskwa pomagała Augustowi III przeciwko Leszczyńskiemu...", Henryk Rzewuski, "Pamiątki JPana Seweryna Soplicy, cześnika parnawskiego", 1839
3. "...A semenowie i Moskwa muszkiety trzymają jak na widełkach..." Jan Chryzostom Pasek, " Pamiętniki Rok Pański 1662"